# アメベロドン科
アメベロドン科（アメベロドンか、学名：Amebelodontidae）は、長鼻目のうち広義のゴンフォテリウム類に属する哺乳類の科。プラティベロドンに代表されるように、本科の属はシャベル状に特殊化した下顎と歯を特徴とする。

## 分類
長鼻目のうちゾウ亜目は大まかに4つの分類群に分けることができ、マムート科・ステゴドン科・ゾウ科に加えて広義のゴンフォテリウム類がある。この広義のゴンフォテリウム類は、猪豚亜目のものに類似する典型的な丘状歯をなす発達した臼歯を持ち、丘状の咬頭に補助的な小咬頭が備わり、摩耗した際にシロツメクサに類似した三叉の模様をなすことが多いことが特徴とされ、これを根拠としてゴンフォテリウム科として扱われていた。その後の分岐学的研究では、コエロロフォドン科とアメベロドン科の2科がゴンフォテリウム科から区別されている。アメベロドン科の解剖学的特徴としては、下顎の切歯が扁平でかつ発達していることが挙げられる。
アメベロドン科はコエロロフォドン科よりも派生的な分類群とされる。アメベロドン科の起源はアフリカ大陸にあるものの、中新世から鮮新世にかけてユーラシア大陸と北アメリカ大陸へ分布を拡大した。特に2000年代以降において中華人民共和国甘粛省からはアメベロドン科の化石が数多く報告されており、中央アジア域における放散過程が明らかにされつつある。アジア域では他にもインドやパキスタン、ミャンマーなどでアメベロドン科の化石が産出している。
本科の内部の系統関係としては、プラティベロドンとプロトアナンクスは派生的であり、またアルカエオベロドンは基盤的な位置に置かれる。

## 古生態
かつて、アメベロドン科のシャベル状の歯骨の牙は水草を掬い上げることに寄与していたと考えられていた。しかし、プラティベロドン属の P. grangeri と P. barnumbrowni の歯骨歯の摩耗パターンからは、これらの分類群が硬い植物を切断するために特殊化した方法で牙を用いていたことが示唆されている。

## ギャラリー
- Archaeobelodon filholi 歯骨
- Platybelodon grangeri 頭蓋骨
- プラティベロドンの模型